# 뉴트로지나
뉴트로지나(영어: Neutrogena)는 캘리포니아주, 로스 엔젤레스에 본사를 둔 미국의 스킨케어, 헤어케어와 화장품 브랜드이다. 전 세계 70개국에서 뉴트로지나 브랜드로 스킨케어 제품 등을 판매하고 있다. 1930년에 에마뉴엘 스타로포에 의해 Natone이란 회사로 설립되었으며, 1994년에 존슨앤드존슨에 합병되었다.

## 역사
1930년 에마뉴엘 스타로포가 Natone이란 작은 화장품 회사를 설립했다. 1954년 Stolaroff는 벨기에 화학자 에드몬드 프로몬트를 만나 그에게서 보습이 되는 클린징 순비누 합성에 미국 특허 권리를 취득한다. 1962년 회사 이름을 현재의 Neutrogena Corporation으로 변경하고, 1967년 창업자 에마뉴엘 스타로프의 사위이자 딸 조앤 스카르포의 남편, 로이드 코트센이 사장에 취임한다.
1960년대 시장에 비누 브랜드가 범람하여 시장이 포화상태에 이르자, 코트센은 기존 브랜드들과의 차별화를 통한 고급화를 위해 피부과와 고급호텔을 주요 고객으로한 마케팅을 시작하였고, 이는 큰 성공을 이루게 된다.
1973년 회사는 기업공개를 통해 나스닥에 상장이 되는데, 당시 시장가격은 $11,000,000 에 이르렀다.
1994년 존슨앤드존슨에 주당 $35.25, 총 $924,000,000 에 매각된다. 매각이후 뉴트로지나는 존슨 앤 존슨의 다국적 배급망을 이용해 인도, 남아공, 중국 등에 성공적으로 진출하였고, 현재 전세계 70여개국에 판매가 이뤄지고 있다. 현재 미국 본사이외에 캐나다, 영국, 한국, 인도를 핵심 거점으로 하고 있다.
2022년에 존슨앤드존슨 소비자사업부를 켄뷰로 판매이관

## 제품
뉴트로지나는 주로 스킨케어제품이 주축을 이루고 있다. 여드름, 노화방지, 자외선 차단 라인 제품이 특징적이라고 할 수 있다.
주력 제품
- 바디&목욕 제품
- 클렌저(세안제품)
- 화장품
- 헤어 제품
- 남성 스킨케어
- 모이스춰라이저(보습제품)

## 역대 광고 모델
글로벌 모델
- 미샤 바튼
- 크리스틴 벨[3]
- 조지 비셋
- 줄리 보웬
- 존 시나
- 제니퍼 프리먼
- 제니퍼 가너
- 앤지 하몬
- 제니퍼 러브 휴잇
- 바네사 허진스
- 미란다 코스그로브[4]
- 다이안 레인
- 나타샤 맥켈혼[5][6]
- 맨디 무어
- 헤이든 파네티어
- 켈리 프레스톤
- 엠마 로버츠[7]
- 가브리엘 유니온
- 디피카 파두콘
- 퀸 라티파
- 케리 워싱턴
- 사만다 루스 프라브후[8]
- 벨라 손
- 올리비아 홀트
- 상인김 (아시안 모델)

한국 모델
한국에 뉴트로지나 브랜드는 영상광고로 더 잘 알려졌는데, 그러한 이유는 모델들의 강한 영어발음 때문에 그러하다. 일반적으로 외국인들의 뉴트로지나 발음보다 더 강하게 굴리는 발음때문에 사람들 사이에서 회자되곤 한다.
- 이영진
- 김윤진
- 나라
- 변정민
- 이수경
- 정려원
- 유인영
- 황정음
- 이하늬
- 스테파니 리

## 같이 보기
- 존슨앤드존슨